# レイダー (駆逐艦・2代)
レイダー（HMS Raider）はイギリス海軍の駆逐艦。R級。

## 艦歴
キャメル・レアード社で建造。1941年4月16日起工。1942年4月1日進水。同年11月16日竣工。
1942年12月中旬から1943年1月にかけ、ソ連行きJW51A船団およびJW52船団とソ連から戻るRA51船団運航の際の遠距離護衛部隊に属す。
1943年、ハスキー作戦に参加。7月、カターニアとクロトーネの砲台を砲撃した。8月2日にはレッジョ近くの目標を砲撃した。
1943年10月からはアドリア海で活動する。11月2日-3日、第8軍のTrigno川渡河を支援。11月9日、駆逐艦「クィリアム」とともにヴァロナの南でドイツ船を撃沈。また、「レイダー」と「クィリアム」は11月16日から17日の夜と12月2日-3日にスクーナー各1隻を沈めた。11月30日-12月1日、ドゥラッツォを砲撃。12月4日には「クィリアム」とともにsan benedettoを砲撃した。
1944年には東洋艦隊に移り、クリムズン作戦（サバン攻撃）、ライト作戦（シグリ攻撃など）、ミレット作戦（ニコバル諸島攻撃）、マタドール作戦（ラムリー島上陸）に参加した。また、1945年1月には損傷した潜水艦「シェイクスピア」を一時曳航した。
「レイダー」は1949年9月9日にインド海軍に引き渡され、「Rana」と改名された。「Rana」は1971年9月30日に退役した。